# Paullinia castanifolia
Paullinia castanifolia är en kinesträdsväxtart som beskrevs av L. Radlk.. Paullinia castanifolia ingår i släktet Paullinia och familjen kinesträdsväxter. Inga underarter finns listade i Catalogue of Life.